# Étude de Bonis
L'Étude en sol bémol majeur, op. 136, est une œuvre de la compositrice Mel Bonis, datant de 1927.

## Composition
Mel Bonis compose son Étude en sol bémol majeur pour piano en 1927. L'œuvre est dédiée « pour ma filleule Antoinette Fleury », qui est la fille du flûtiste Louis Fleury et de la pianiste Gabrielle Monchablon. Le manuscrit porte la mention « le manuscrit est chez Antoinette ». L'œuvre n'a été publiée qu'à titre posthume en 1998 par les éditions Armiane, puis sous le titre Étude de concert en 2004 par les éditions Furore.

## Analyse
L'Étude fait partie des pièces pour piano seul que Christine Géliot a dénommé « Pièces de concert ».

## Éditions disponibles
- Étude, éd. Armiane, 1998 ;

- Œuvres pour piano, volume 4, Pièces de concert, éd. Furore, 2004

## Discographie
- La Cathédrale blessée, Veerle Peeters (piano), Etcetera Records, 2010